# 요독증
요독증(尿毒症, 영어: uremia)은 신부전에 수반하는 질환의 명칭으로, 특히 신장의 기능 부전으로 인한 질소를 함유한 노폐물에 의한 경우를 말한다.
간부전일 때, 통상 소변을 통해서 배출되는 요소와 다른 노폐물들이 혈액에 계속 보존된다. 초기 증상으로는 식욕이 감퇴하고 무기력해지며, 말기에는 정신력이 줄어들고 혼수상태에 이를 수 있다. 다른 증상으로는 피로, 어지러움증, 구토, 오한, 골통(bone pain), 가려움, 숨가쁨, 발작 등이 있다.

## 같이 보기
- 질소 혈증